# Капела три Јерарха у Лавову
Капела три Јерарха у Лавову је капела која стоји уз Успењску цркву у граду Лавов, Галиција, Украјина. Капела је са црквом активна и споменик је архитектуре. Капела је посвећена јерархима (светитељима): Василије Велики, Григорије Богослов и Јован Златоусти.

## Историја и архитектура
Архитект капеле је Петар Красовски, изграђена је за време 1578-1591. Капелу преплићу фолклорна традиција са ренесансом. Капела лежи на северној страни Успењске цркве, до Корнјактевог торња. Обновљена је након пожара 1671. године. Поновно је обновљена између 1846-1847, када је била спојена са црквом; капела данас стоји као улаз у цркву, док је главни улаз са улице затоврен. 
Храм је препознатљив јер има три мале куполе (Три јерарха), пиластри деле фасаду на три дела. Унутрашњост је направљена од глатких белих зидова.
- Улаз у капелу и цркву
- Вид на капелу поред Успењске цркве
- Успењска црква, капела се налази иза зидина